# Islandeady
El municipio de Islandeady se encuentra situado al este de Castlerbar, Westport y Newport al oeste, y Aughagower y Killawalla al sur. Hay una vista de Croagh Patrick al oeste y Nephin al noreste. La ruta principal por carretera es la N5. El municipio tiene cuatro escuelas nacionales y una escuela secundaria privada.

## Historia
El municipio de Islandeady se extiende a horcajadas sobre las baronías de Carra y Burrishoole. Su nombre fue reinterpretado en los últimos siglos como Oileán Éadaí, pero finalmente deriva de hecho de Oileán Éadain, donde Éadan es una forma gaelicizada del nombre anglosajón Aedwine o Haedwine. Una persona de este nombre fue ordenada obispo de Mayo a fines del siglo VIII, según el cronista medieval Symeon de Durham. La ciudad isleña de Raheens, se menciona en una biografía temprana de San Patricio por Tírechán (700c). La ciudad isleña se llamaba históricamente Illaneedan. Islandeady pertenecía a las "tierras patricias de Connacht". La fecha dada por los historiadores a la obra misionera de San Patricio en Islandeady es 440 d.C., donde predicó a orillas de un lago en la pequeña y pacífica parroquia. Hoy el pueblo moderno se encuentra dentro de las ciudades de Rinnaseer y Cloonan.
El 2 de septiembre de 1973, durante "Los problemas", los reservistas de la policía del Royal Ulster de Lisnaskea fueron atacados por hombres armados en Kilbree Lower en la carretera Westport-Castlebar, cuando se dirigían a casa de unas vacaciones de pesca en Westport. No hubo víctimas fatales, pero tres miembros fueron heridos por disparos de ametralladoras.

## Geografía
Islandeady cuenta con muchos tipos de tierra, llanuras fértiles, pantanos, pantanos, páramos, rocas de montaña y suelos pedregosos. Los lagos y ríos abundan en número y variedad. Los lagos principales son Lough Bilberry y Lough Lannagh, pero también hay muchos menos conocidos.

## Educación
Islandeady cuenta con muchos tipos de tierra, llanuras fértiles, pantanos, pantanos, páramos, rocas de montaña y suelos pedregosos. Los lagos y ríos abundan en número y variedad. Los lagos principales son Lough Bilberry y Lough Lannagh, pero también hay muchos menos conocidos.
Colegios nacionales:
Cloggernagh N.S.
Cougala N.S.
Cornanool N.S.
Colegios de secundaria:
St.Patrick's Academy (Privado)

## Transporte
Islandeady es servida por la carretera primaria nacional N5 (carretera Westport-Dublín)
La estación de ferrocarril Islandeady, que estaba a 2 km al sur de la aldea, funcionó entre el 1 de mayo de 1914 y el 17 de junio de 1963.

## Negocios
Islandeady tenía una tienda al lado de la iglesia, pero cerró en 1988. Una tienda de bordados y costura, "Celtic Cross Stitch", está detrás de la iglesia. También hay un B&B al lado del campo GAA.